# Gabriel Torres Villaseñor
Gabriel Torres Villaseñor (Ciudad de México, 2 de junio de 1944) es un físico, catedrático, investigador y académico mexicano. Se ha especializado en el uso de la microscopía electrónica para el estudio de los materiales y en metalurgia.

## Estudios y docencia
Cursó la licenciatura y una maestría en física en la Facultad de Ciencias de la Universidad Nacional Autónoma de México (UNAM) y un doctorado en Ciencias de Materiales en la Case Western Reserve University en Cleveland, Estados Unidos.
Al terminar su licenciatura comenzó su carrera como docente. Realizó una estancia sabática en el Departamento de Ciencia de Materiales de la Escuela Superior de Física y Matemáticas (ESFM) del Instituto Politécnico Nacional (IPN) realizando investigaciones sobre las transformaciones de fase en estado sólido. En 1975 fue el creador del laboratorio de microscopía electrónica del Centro de Investigación de Materiales de la UNAM, en 1976 creó el laboratorio de pruebas mecánicas y en 1983 el laboratorio de superplasticidad.  En 1991, con la ayuda de la doctora Cristina Piña, creó el laboratorio de biomateriales.
Ha colaborado en el área de la ciencia de materiales para la Universidad de Panamá y para la Universidad Autónoma Metropolitana, con el Instituto de Física de la UNAM y con el Instituto de Metalurgia de la Universidad Autónoma de San Luis Potosí. Ha impartido cátedra por más de 25 años en la UNAM, en el IPN, y en la Universidad Panamericana.

## Investigador y académico
En 1963, su tesis de licenciatura Estudio de las figuras de ataque térmico en superficies 100 de NaCl fue el primer trabajo en México en el que se utilizó la microscopia electrónica para el estudio de materiales. Continuó su labor en el manejo de la microscopía electrónica al obtener su doctorado con la tesis High Pressure and the Mechanical Properties of Cu Compounds. Por esta razón, es considerado uno de los pioneros de la microscopía electrónica utilizada en el campo de los materiales en México.
Trabajó en el desarrollo de la aleación zinalco así como en los métodos apropiados para su extrusión, laminación, pasivación y superplasticidad, lo cual le valió varios premios y reconocimientos. Es autor de una teoría que define al universo semejante a un enorme cristal de cuatro dimensiones, en donde el espacio y el tiempo serían un discontinuo, mientras que la materia un defecto de un medio cristalino.
Es investigador del Sistema Nacional de Investigadores. Es miembro de la Academia Mexicana de Ciencias y del Consejo Consultivo de Ciencias de la Presidencia de la República.

## Obras publicadas
Ha escrito más de 100 artículos de investigación. Es autor de 7 patentes registradas en México, Perú y la Comunidad Europea. Ha sido miembro del consejo editorial de Materials Science Foundations de Estados Unidos. 

## Premios y distinciones
- Premio “Manuel Noriega Morales” en la rama de aplicaciones de la ciencia y tecnología, otorgado por la Organización de Estados Americanos (OEA) en 1984.
- Premio Universidad Nacional en el área de Innovación Tecnológica, otorgado por la Universidad Nacional Autónoma de México (UNAM) en 1986.
- Premio Investigador del Año, por la Sociedad Mexicana de Fundidores en 1987.
- Premio Condumex, en reconocimiento a sus estudios e investigaciones en metalurgia no ferrosa, otorgado por Condumex en 1989
- Premio Nacional de Ciencias y Artes en el área de Tecnología y Diseño, otorgado por la Secretaría de Educación Pública en 1992.
- Investigador Emérito por el Instituto de Investigación en Materiales (IIM) de la UNAM desde 2001.